# Joan VIII Xifilí
Joan VIII Xifilí (grec antic: Ἰωάννης ὁ Ξιφιλῖνος; llatí: Joannes Xiphilinus) va ser patriarca de Constantinoble entre els anys 1064 i 1075. Procedia d'una noble família de Trebisonda.
Era conegut per la seva dedicació a la política on va ocupar alts càrrecs i per la seva saviesa. Va retirar-se del món i va passar deu anys en un monestir de Bitínia. El van cridar perquè ocupés el lloc del patriarca Constantí Licudes quan aquest va morir. El van ordenar sacerdot i al cap d'una setmana, bisbe. Com a patriarca va ordenar la reparació de les icones de totes les esglésies, i repartia pa i blat entre els pobres. L'Església Ortodoxa el va declarar sant i el venera el dia 30 d'agost.
Va publicar alguns escrits jurídics de caràcter eclesiàstic que va imprimir Leunclavius a l'obra Jus Graeco-Romanum, i un discurs sobre l'adoració de la Creu. Alguns altres discursos van ser publicats a Moscou el 1775 sota el títol Xiphilini, Joannis, et Basilii Magni aliquot Orationes.